# Expectative
Dans l'Église catholique romaine, la grâce expectative ou plus simplement expectative est la promesse faite par le pape d'accorder un bénéfice ecclésiastique dès que celui-ci deviendra vacant.
L'expectative se développe sous le pontificat de Jean XXII, dont la bulle Ex debito (1316), qui réserve au pape la collation d'un très grand nombre de bénéfices. Les distances rendant la collation directe impraticable hors de la cour de Rome, l'expectative est un moyen d'intervention commode pour le pape. Son détenteur peut présenter la bulle au collateur ordinaire, le plus souvent l'évêque, qui le pourvoit du bénéfice convoité, ou se présenter directement auprès d'un chapitre lorsqu'un chanoine vient de mourir, pour faire valoir son expectative.
Souvent accordées aux hommes de lettres, les expectatives donnent lieu à des abus dès leur invention : le pape tend à en créer davantage que ses possibilités de collation. Elles deviennent un objet de dérision et François Villon lègue la sienne.